# Национальная ассоциация промышленников
Национальная ассоциация промышленников (англ. National Association of  Manufacturers) — крупнейшая общественная организация, объединяющая (в основном крупные) компании-производители США. 
Национальная ассоциация промышленников была основана в Цинциннати, в 1895 году. В этот период США переживали экономический спад, и крупные компании, озабоченные вопросами сбыта своей продукции, решили объединить таким образом свои усилия по вопросам лоббирования либерализации рынков. В первые годы членами-учредителями стало 76 крупных фирм и корпораций США, среди которых были такие компании как Procter & Gamble, IBM, AT&T (ещё как Western Electric), General Motors, General Electric и знаменитая компания Джона Рокфеллера — Standard Oil, ныне представленная её частью — нефтяной компанией BP. 
Ныне штаб-квартира ассоциации расположена в Вашингтоне. Руководящие органы ассоциации состоят из Совета директоров и около 20 постоянных комитетов, которые занимаются как расчетом различных экономических показателей для нужд членов ассоциации, так и лоббированием интересов ассоциации в Конгрессе США. В каждом штате США есть региональное отделение ассоциации. В настоящее время в ассоциации состоит несколько десятков тысяч компаний. 
На столкновениях между Национальной ассоциацией промышленников и государственными структурами США основан роман Рекса Стаута «Умолкнувший оратор».